# Хань Цун
Хань Цун (кит. упр. 韩聪, пиньинь Hán Cōng, 6 августа 1992, Харбин) — китайский фигурист, выступающий в парном катании с Суй Вэньцзин. Они — олимпийские чемпионы (2022), серебряные призёры Олимпийских игр (2018), двукратные чемпионы мира (2017, 2019), шестикратные победители чемпионата четырёх континентов (2012, 2014, 2016, 2017, 2019, 2020), победители финала Гран-при (2019), трижды серебряные призёры чемпионатов мира (2015, 2016, 2021), трёхкратные чемпионы мира среди юниоров (2010—2012), чемпионы юниорской серии Гран-при (2009, 2011), двукратные чемпионы Китая (2010, 2011).
Суй Вэньцзин и Хань Цун с ранних лет карьеры известны за наличие в их программах сложных элементов, таких как четверные подкрутки и выбросы, а также за артистичное исполнение прокатов. При работе с канадским хореографом Лори Никол китайская пара представляла различные по стилю программы, которые были положительно восприняты специалистами в фигурном катании.
Хань Цун, также как и его партнёрша на протяжении всей карьеры Суй Вэньцзин, родился в Харбине. Он стал заниматься фигурным катанием в 1998 году после того, как в его детский сад пришёл тренер и пригласил в секцию. Хань первоначально был одиночником, в 2007 году перешёл в парное катание и стал выступать с Суй Вэньцзин. Пара стала тренироваться под руководством Луань Бо. Уже спустя три года после начала совместных выступлений, Суй и Хань выиграли чемпионат мира среди юниоров и чемпионат Китая среди взрослых. В 2012 году пара впервые выиграла чемпионат четырёх континентов, а в 2017 году впервые завоевали золото чемпионата мира. С 2013 года Суй и Хань тренируются в группе олимпийского чемпиона Чжао Хунбо. На протяжении карьеры фигуристы часто были вынуждены сниматься с соревнований из-за травм и процесса восстановления. Пара не сумела квалифицироваться на Олимпиаду-2014, но уже на своих первых Играх в 2018 году Суй и Хань завоевали серебряную медаль. Спустя четыре года пара завоевала олимпийское золото в Пекине, побив мировой рекорд в короткой программе и по сумме баллов.
По состоянию на 19 февраля 2022 года пара занимает третье место в рейтинге Международного союза конькобежцев (ИСУ).

## Карьера

### Ранние годы
Хань Цун родился 6 августа 1992 года в Харбине.

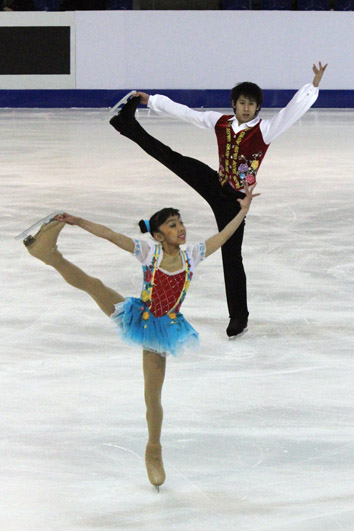
Короткая программа на юниорском чемпионате мира (2010)

Фигурным катанием Хань начал заниматься в 1998 году. В детском саду тренеры предложил ребятам попробовать покататься на роликовых коньках, Хань согласился. По итогам проведённых испытаний тренерами, среди которых было как катание на роликах, так и на коньках для фигурного катания (в последний день), он был зачислен в секцию и стал тренироваться уже на льду. На вопрос маленькому Хань Цуну о том, хочет ли он заниматься фигурным катанием, будущий спортсмен не совсем осознанно ответил утвердительно. Иногда упорная тренировочная работа переставала приносить фигуристу радость, каждый день был тяжёлым и утомительным (Хань во время рассказа об этом вспоминал о том, что ему нужно было ежедневного бежать двенадцать 400-метровых кругов без возможности остановиться), но замечая разрыв между ним и достигшими успех фигуристами, Хань продолжал идти к цели. Получив травму стопы в детстве, он хотел завершить занятия, но благодаря настойчивости тренера продолжил кататься. Хань был вынужден усердно работать над техникой катания, так как его навыков было недостаточно для успешных выступлений. Также его низкий рост изначально казался препятствием для катания в паре, однако Цун Хань старался предпринимать всё, чтобы стать лучше.
Он оставался фигуристом-одиночником до 2007 года, когда встал в пару с Суй Вэньцзин. Пара стала тренироваться под руководством Луань Бо. По воспоминаниям фигуриста, начинать тренироваться в паре было очень тяжело, однако прогресс шёл достаточно быстро. Вскоре китайцы начали тренировать четверной выброс и другие сложнейшие элементы. Хань Цун, также как и его партнёрша, полностью уделяли время тренировочному процессу, так что для учёбы времени не хватало. Тем не менее, Хань самостоятельно изучал английский язык. В конце 2007 года 12-летняя Суй и 15-летний Хань впервые приняли участие во взрослом чемпионате Китая, который завершили на восьмом месте. На следующий год пара улучшила результат, остановившись рядом с пьедесталом.
В дебютном сезоне на международном уровне Суй и Хань выиграли все соревнования, в которых приняли участие. Так, они стали чемпионами мира среди юниоров 2010 года победителями финала юниорского Гран-при сезона 2009/2010. На юниорском первенстве мира после исполнения короткой программы, под ритмы русской народной музыки, пара расположилась на первой строчке и сумела сохранить первое место после произвольной. Они стали первыми чемпионами мира среди юниоров из Китая с 2003 года, после победы Чжан Дань и Чжан Хао. Также в этом сезоне Суй и Хань выиграли национальный чемпионат. По словам Цун Ханя, в тот момент, когда усилия окупились успехом, для него впервые стало нравиться то, что он делает.

### Сезон 2010/2011
Суй и Хань участвовали в юниорской серии Гран-при. Они завоевали золотую медаль на турнире в Германии, став вторыми в короткой программе вслед за Наруми Такахаси и Мервином Траном из Японии и выиграв произвольную с преимуществом в 8,86 балла. В Австрии китайцы завоевали серебро с суммой 145,67 балла, в обеих программах уступив россиянам Ксении Столбовой и Фёдору Климову.

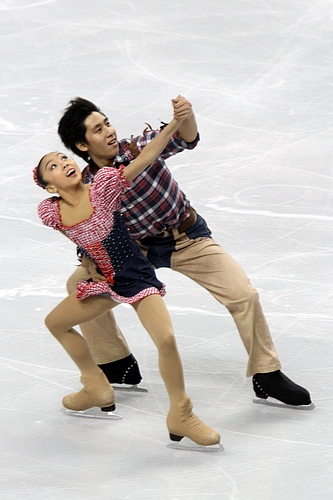
Короткая программа на первом в карьере Суй и Ханя взрослого этапа Гран-при в США (2010)

В ноябре 2010 года они дебютировали во «взрослом» Гран-при. На Cup of China Суй и Хань завоевали серебряную медаль, в короткой программе уступив всего 1,04 балла серебряным призёрам Олимпийских игр Пан Цин и Тун Цзянь, а в произвольной с двумя баллами штрафа проиграли им же, набрав 111,89 балла. На этапе в США Суй и Хань занимали четвёртое место после короткой программы и стали третьими в произвольной, завершив соревнования на третьем месте вслед за немцами Алёной Савченко и Робином Шолковы, и канадцами Кирстен Мур-Тауэрс и Диланом Московичем.
Эти результаты позволили паре квалифицироваться в Финал Гран-при одновременно во взрослой категории и по юниорам. Поскольку правилами ИСУ запрещено выступать в обоих финальных турнирах, Ассоциация фигурного катания Китая заявила пару на «взрослый» Финал Гран-при. На турнире, который проходил в Пекине, Суй и Хань заняли третье место, уступив лишь соотечественникам Пан Цин и Тун Цзяню, а также немецкому дуэту Алёне Савченко и Робину Шолковы.
В феврале 2011 года Associated Press опубликовала статью, в которой ставился вопрос о подмене возраста ряда китайских фигуристов, в числе которых упоминалась Суй Вэньцзин и Хань Цун. Согласно биографии на официальном сайте Международного союза конькобежцев, датой рождения фигуриста является 6 августа 1992 года, тогда как на официальном сайте Ассоциации фигурного катания КНР указано, что он родился в марте 1989 года, что не позволяло ему участвовать в серии юниорского Гран-при сезона 2010/2011. Ассоциация фигурного катания Китая опубликовала заявление, что верными датами рождения спортсменов являются опубликованные на сайтах ИСУ, а ошибка связана с неправильной обработкой данных китайской федерацией.
Завершили сезон Суй и Хань в южнокорейском Канныне, где, повторив прошлогодний результат, стали чемпионами мира среди юниоров. Они выиграли и короткую (59,16), и произвольную (107,85) программы, опередив на 7,41 балла серебряных призёров  Ксению Столбову и Фёдора Климова.

### Сезон 2011/2012
В новом сезоне китайские фигуристы всё ещё имели возможность выступать на юниорском уровне и воспользовались этим правом. На этапе в Латвии Суй и Хань завоевали золотую медаль, опередив на 12,38 балла соотечественников Юй Сяоюй и Цзинь Яна. В Австрии фигуристы после короткой программы располагались на третьем месте с оценкой 48,60 (такую же сумму получили россияне Екатерина Петайкина и Максим Курдюков, которые расположились на втором месте благодаря приоритету оценки за технику в короткой программе), уступая 2,7 балла Юй и Цзинь. В произвольной программе Суй и Хань получили 118,54 балла за произвольную программу и с преимуществом более двенадцати баллов выиграли золотую медаль. Две победы гарантировали им выход в Финал Гран-при среди юниоров, где они также одержали победу с суммой 160,43 балла. В Квебеке они выиграли как короткую (57,43), так и произвольную (103,00) программы.

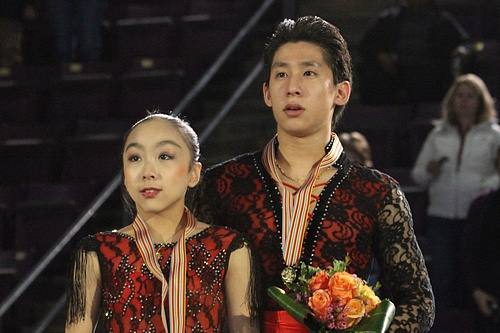
На чемпионате четырёх континентов в Колорадо-Спрингсе Суй и Хань впервые в карьере выиграли золотую медаль (2012)

В 2012 году в Колорадо-Спрингсе они впервые в карьере стали чемпионами четырёх континентов, в произвольной программе исполнив четверной выброс сальхов и четверную подкрутку. За программу они получили 135,08 балла, что стало их лучшим результатом. Тем не менее, по мнению судьи из России, качество исполнения подкрутки не было идеальным. На последним для них чемпионате мира среди юниоров они в третий раз завоевали золото, и также исполнили четверную подкрутку, за которую получили от судей чуть меньше, чем на чемпионате четырёх континентов, а также в их программе был четверной выброс.
Китайцы впервые в карьере попали на взрослый чемпионат мира, который проходил в Ницце. Они были вынуждены выступать в предварительном раунде, который состоял из одной произвольной программы, за исполнение которой Суй и Хань получили 116,57 балла и прошли в основные соревнования. В короткой программе китайцы допустили падение при исполнении параллельного тройного тулупа, но даже с этой ошибкой заняли шестое место (63,27) с отставанием в 5,36 балла от лидеров. Несмотря на отсутствие падений в произвольной программе, за четверной выброс и четверную подкрутку судьи сбавили оценки, а в конце программы была сорвана поддержка, в результате Суй и Хань стали лишь девятыми с результатом 116,17 балла и такое же место заняли в итоговом протоколе с суммой 179,44.

### Сезон 2012/2013

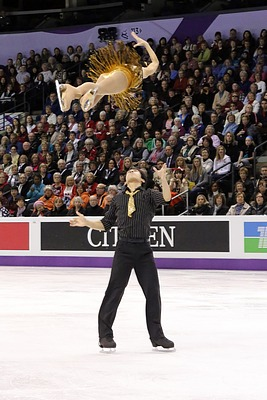
Пара исполняет подкрутку в произвольной программе на чемпионате мира в Канаде (2013)

Сезон 2012/2013 годов пара пропускала из-за травмы партнёрши, полученной перед Cup of China. Фигуристы смогли восстановиться лишь к чемпионате мира в канадском Лондоне. Падение на недокрученном тройном тулупе в короткой программе отбросило китайцев на одиннадцатое место с оценкой 57,65 балла, а падение с двойного акселя и недокруты на каскаде из двух тулупов в произвольной переместило их ещё дальше, на итоговое двенадцатое место. По окончании сезона Суй и Хань перешли от Луань Бо под руководство тренерского штаба во главе с Чжао Хунбо, который сменил Яо Биня на посту главного тренера сборной Китая.

### Сезон 2013/2014
На старте сезона 2013/2014 китайская пара выступила на этапе Skate Canada, где в борьбе за золото уступили итальянцам Стефании Бертон и Ондржею Готареку 0,15 балла, при этом победили в произвольной программе. Вторым этапом стал NHK Trophy, где Суй и Хань стали бронзовыми призёрами. Тем не менее, для прохода в Финал Гран-при второго и третьего мест оказалось недостаточно, и китайцы стали первыми запасными: при равенстве основных показателей с соотечественниками Пэн Чэн и Чжан Хао, у последних оказалась сумма баллов за два турнира (следующий критерий) на 4,28 балла выше.

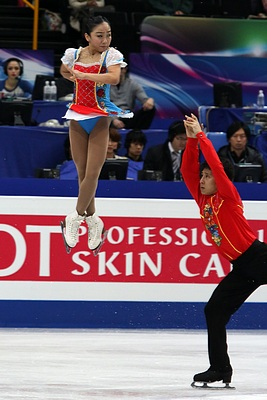
Суй и Хань выполняют выброс на чемпионате мира в Японии (2014)

Суй и Хань на чемпионате Китая уступили Пэн Чэн и Чжан Хао в обеих программах. Они не вошли в состав сборной на Олимпийские игры в Сочи. В январе 2014 года в Тайбэе они с отрывом в 30,95 баллов стали чемпионами четырёх континентов, выиграв это соревнование во второй раз в карьере. Суй и Хань в короткой программе набрали 75,26 балла в короткой программе, исполнив все непрыжковые элементы на четвёртый уровень. За параллельный тройной тулуп и выброс тройной флип китайская пара получила надбавку от судей в 1,1 и 1,4 балла, соответственно. В произвольной программе фигуристы выполнили четверную подкрутку (судьи оценили её на первый уровень). За исключением третьего уровня на одной из поддержек, все остальные элементы судьи оценили четвёртым уровнем. Суй и Хань получили за свой прокат 137,14 балла. Все оценки, полученные на чемпионате четырёх континентов, стали рекордными для китайской пары.
Цун Хань вспоминал, что только после Олимпиады в Сочи, куда пара не попала, ему стало по-настоящему нравиться фигурное катание. В марте Суй и Хань участвовали на чемпионате мира в Японии. В короткой программе они заняли четвёртое место с результатом 72,24 балла, не допустив ошибок, однако судьи оценили тодес и дорожку шагов на третий уровень, другие элементы на четвёртый; за параллельный тройной тулуп и выброс были получены надбавки 1 и 1,8 балла, соответственно. В произвольной программе китайцы, несмотря на чисто выполненную четверную подкрутку (оценённую на второй уровень), допустили грубые ошибки на обоих параллельных прыжках и на выбросе тройной флип, в результате заняв шестое место с суммой 192,10 балла, и расположились за другой китайской парой Пэн Чэн и Чжан Хао.

### Сезон 2014/2015
Суй и Хань получили право выступить на двух этапах Гран-при. На канадском этапе в короткой программе китайцы заняли второе место с результатом 65,22 балла, а в произвольной — 119,42. В обеих сегментах Суй и Хань уступили «хозяевам» Меган Дюамель и Эрику Рэдфорду, завоевав в итоге серебро. Вторым этапом для китайцев стал Trophée Eric Bompard. Фигуристы вновь стали вторыми и в короткой, и в произвольной программах, на этот раз уступив россиянам Ксении Стобовой и Фёдору Климову, однако за свои прокаты получили большие баллы, чем в Канаде: 67,27 и 133,41. В произвольной программе китайцы исполнили четверную подкрутку. Две серебряные медали на этапах Гран-при позволили им выйти в Финал, который состоялся в декабре в Барселоне. Суй и Хань в короткой программе допустили помарки на параллельном тройном тулупе, на котором потеряли 0,8 балла от базовой стоимости. Все остальные элементы, в том числе выброс тройной флип, получили надбавки от судей, и китайцы получили 66,66 балла. В начале произвольной программы фигуристы выполнили четверную подкрутку, которую судьи оценили на третий уровень, с учётом надбавок это принесло китайцам 9,96 балла за элемент. Однако уже на следующем элементе, параллельном акселе, была допущена ошибка (прыжок исполнен лишь в один оборот), что, однако, не помешало им занять третье место в программе (129,33) и по сумме (194,31).
На чемпионате четырёх континентов в Сеуле фигуристы выступили неудачно; заняли четвёртое место: после короткой программы они были третьими вслед за канадцами Дюамель и Рэдфордом и соотечественниками Пэн Чэн и Чжан Хао, но в произвольной, несмотря на четверную подкрутку, за которую получили более 10 баллов, сорвали комбинированное вращение и неудачно исполнили тройной параллельный сальхов, который оказался недокручен, также тодес был оценён лишь на первый уровень. Суй и Хань в борьбе за бронзу уступили ещё одним китайцам, возрастным Пан Цин и Тун Цзяню.

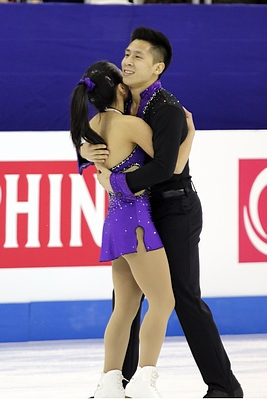
Суй и Хань впервые завоевали медаль чемпионата мира в родной стране (2015)

На домашнем чемпионате мира в Шанхае спортсмены после короткой программы заняли третье место, получив 71,63 балла. Они менее балла уступали Пан Цин и Тун Цзяню, и 5,35 канадцам Дюамель и Рэдфорду. В произвольной программе Суй и Хань избежали ошибок, в начале программы исполнив четверную подкрутку на третий уровень (судьи оценили её на 10,10 балла). Китайцы опередили по технической оценке даже чемпионов Дюамель и Рэдфорда, однако отстали от них более чем на два балла из-за оценки за компоненты. Завоевав серебро, они стали лучшей парой Китая, опередив завершающих карьеру Пан Цин и Тун Цзяня.
В середине апреля Суй и Хань приняли участие на командном чемпионате мира в Японии. Они выиграли короткую программу с результатом 71,20 балла и заняли второе место в произвольной программе, менее балла уступив канадцам. Тем не менее, этот результат не позволил Китаю подняться выше пятого места в командном зачёте.

### Сезон 2015/2016

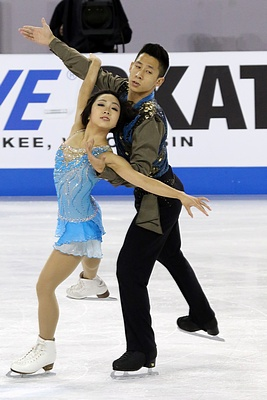
На этапе Гран-при в США (2015)

Новый сезон пара начала в США на серии Гран-при Skate America. Суй и Хань заняли первое место, в короткой программе уступив Алексе Шимеке и Крису Книриму после того, как сорвали вращение, но затем выиграв произвольную, несмотря на падение на недокрученном параллельном тройном сальхове. В начале ноября, перед домашним этапом Гран-при, Суй Вэньцзин получила травму, но пара всё равно сумела выступить на Cup of China. Суй и Хань лидировали после короткой программы, но в итоге заняли второе место с суммой 215,62 балла, уступив 0,38 россиянам Юко Кавагути и Александру Смирнову. По результатам двух этапов, китайцы попали в Финал Гран-при, но 1 декабря были вынуждены сняться с соревнований из-за травмы ахиллова сухожилия у партнёрши.
Перед чемпионатом четырёх континентов Вэньцзин Суй на тренировке упала с выброса и ударилась головой о лёд, что привело к проблемам со зрением на левом глазу. Помимо этого, партнёрша также заразилась гриппом и была вынуждена восстанавливаться. Несмотря на эти проблемы, Суй и Хань в третий раз в карьере стали чемпионами четырёх континентов. Несмотря на ошибки на параллельном сальхове и выбросе тройном флипе, китайцы сумели чисто исполнить четверную подкрутку и выброс четверной сальхов, победив в произвольной программе с результатом 143,40 балла, что стало их новым личным рекордом. В начале апреля Суй и Хань приняли участие на чемпионате мира в Бостоне. Китайцы выиграли короткую программу с результатом 80,85 балла. В произвольной программе они исполнили четверную подкрутку, но не сумели избежать ошибок на других элементах, в частности, падение на четверном выбросе и сдвоенный параллельный сальхов. Несмотря на это, китайцы завоевали серебряные медали с результатом 143,62 за программу и 224,47 в сумме.

### Сезон 2016/2017
К новому сезону пара представила новые программы. Для короткой была использована композиция «Blues for Klook» Эдди Луиса, для произвольной — песня «Bridge Over Troubled Water» в исполнении Джона Ледженда. В сентябре 2016 года стало известно, что Суй и Хань не выступят на этапах Гран-при. До февраля 2017 года пара не выступала на соревнованиях, так как партнёрша восстанавливалась после травмы. Для китайских фигуристов сезон начался в Южной Корее на континентальном чемпионате, который проходил на арене предстоящих Олимпийских игр. В Канныне Суй и Хань завоевали четвёртую золотую медаль чемпионата четырёх континентов в карьере с суммой 225,03 балла. Китайцы лидировали после короткой программы, а в произвольной сумели выполнить четверную подкрутку и, несмотря на падение партнёрши с недокрученного тройного сальхова, победили двукратных чемпионов мира Меган Дюамель и Эрика Рэдфорда из Канады. После проката они прокомментировали постановку своей произвольной программы, в которой старались рассказать о пути восстановления после травм и преодоления возникших трудностей. Суй Вэньцзин на пресс-конференции описывала это следующим образом: «Это было очень тяжелое время; моя жизнь была очень болезненной, и я плакала каждый день. Мой партнер очень помогал и подбадривал меня. Он сказал, что все наладится, и я скоро смогу вернуться. Когда я пришла на каток, уже партнёр испугался, что мне пришлось преодолевать боль, но я ему говорила, что всё в порядке. Как говорится в тексте, мы помогаем друг другу и работаем вместе».

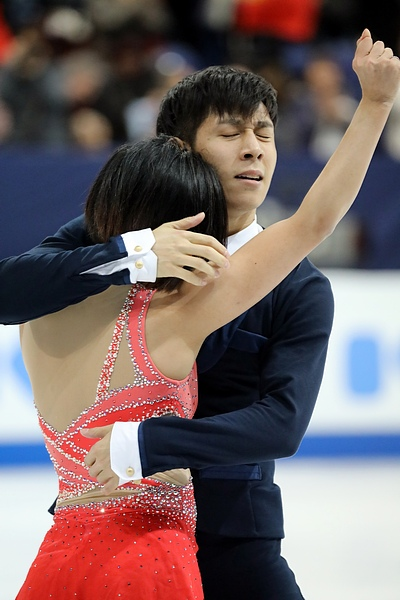
В Финляндии фигуристы впервые в карьере одержали победу на чемпионате мира (2017)

К чемпионату мира, который состоялся в конце марта 2017 года, китайские фигуристы подошли в статусе одних из главных претендентов на победу. Их лучший результат в сезоне, показанный на победном чемпионате четырёх континентов, оказался почти на 7 баллов выше, чем у действующих чемпионов мира Меган Дюамель и Эрика Рэдфорда. В короткой программе китайские фигуристы безошибочно исполнили все элементы, показали высокий уровень катания и связующих элементов, и получили от судей наивысшую для себя оценку в карьере — 81,23 балла. Этого результата им хватило, чтобы выиграть короткую программу. В произвольной программе Суй Вэньцзин не сумела избежать падения на параллельном тройном сальхове, но остальные элементы, в том числе четверная подкрутка и два тройных выброса, были выполнены без ошибок. Все судьи во второй оценке поставили им баллы не ниже девяти, в результате китайцы выиграли как произвольную программу с результатом 150,83 балла, так и золото чемпионата мира, которое стало для них первым в карьере.

### 2017/2018: Олимпийский сезон

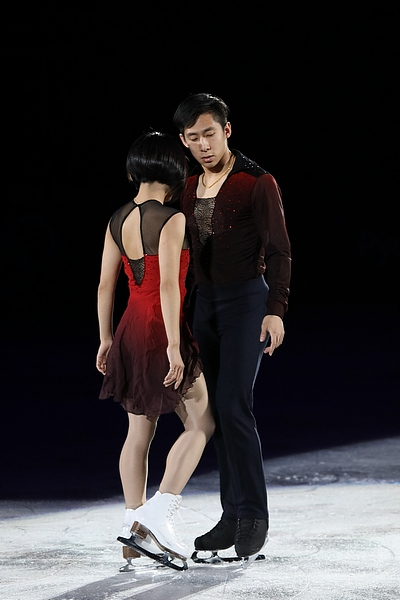
Показательное выступление на Олимпийских играх 2018

Новый олимпийский сезон китайская пара начала на домашнем этапе серии Гран-при в Пекине. Суй и Хань уверенно стали первыми, при этом им удалось получить за произвольную программу 150,93 балла, что выше результата на победном чемпионате мира. На этих международных соревнованиях китайцы впервые представили свои программы на олимпийский сезон: для короткой программы была использована песня Леонарда Коэна «Hallelujah» в исполнении k.d. lang, а произвольная программа поставлена под музыку Джакомо Пуччини из оперы «Турандот». Спустя неделю спортсмены приняли участие в японском этапе серии Гран-при, где снова завоевали золото. Они улучшили свой личный рекорд в сумме и побили мировой рекорд в произвольной программе, за прокат которой получили 155,10 балла. Победа на двух этапах Гран-при позволила им выйти в Финал, которые состоялся в декабре в Нагое. В Японии уже в короткой программе случилось падение партнёра на параллельном тройном тулупе, и несмотря на чисто исполненные остальные элементы, китайцы уступили немцам Алёне Савченко и Брюно Массо и россиянам Ксении Столбовой и Фёдору Климову. В произвольной программе Суй и Хань сумели подняться на итоговое второе место, набрав за прокат 155,07 балла, а немцы побили мировой рекорд и выиграли турнир. 
В январе 2018 года Суй и Хань снялись с чемпионата четырёх континентов из-за повреждения левой ноги у партнёрши. 14 февраля 2018 года в Канныне начались соревнования в парном катании на зимних Олимпийских играх в Пхёнчхане. Китайцы в короткой программе побили личный рекорд, набрав 82,39 балла и заняли первое место. В прокате Суй и Хань выполнили чисто все элементы, также победив и в оценке за технику (44,49 балла). В произвольной программе, которую фигуристы исполняли на следующий день, немцы Алёна Савченко и Брюно Массо установили новый мировой рекорд. Китайцы в начале программы исполнили четверную подкрутку, но затем Хань Цун при исполнении каскада из тулупов исполнил одинарный прыжок вместо двойного, а Суй Вэньцзин допустила ошибку на параллельном тройном сальхове. Эти ошибки не позволили китайской паре обойти Савченко и Массо, занимавших после короткой программы лишь четвёртое место. Суй Хань уступили 0,43 балла и стали серебряными призёрами. В пресс-конференции после соревнований Хань отметил, что сожалеет о том, что не удалось завоевать золото, а Суй поблагодарила свою страну и тренеров за поддержку и вклад в развитие пары и предложила встретиться через четыре года в Пекине. В марте стало известно, что пара пропустит чемпионат мира в Милане из-за стрессового перелома правой ноги у партнёрши.

### Сезон 2018/2019
В начале сезона пара планировала выступить на ноябрьских этапах Гран-при в Финляндии и Японии, но снялись с обоих этапов из-за продолжающегося восстановления Суй после травмы. Фигуристы к сезону 2018/2019 представили новые программы, поставленные при работе с Лори Никол. Для короткой программы китайцы выбрали песню «No One Like You» в исполнении Red Electrick и Джозефа Каллейя, а для произвольной — композицию Эцио Боссо «Rain, In Your Black Eyes».

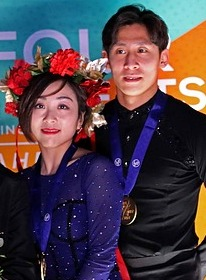
Фигуристы на чемпионате четырёх континентов в Анахайме, где они в пятый раз выиграли это соревнование (2019)

В феврале 2019 года они приняли участие на своём первом международном соревновании в сезоне — чемпионате четырёх континентов в Анахайме. На соревнованиях в США Суй Вэньцзин в короткой программе упала с тройного тулупа, но остальные элементы китайцы выполнили чисто и набрали 74,19 балла, уступив лидерам из Канады Кирстен Мур-Тауэрс и Майклу Маринаро 0,47 балла. В произвольной программе партнёрша вновь не избежала падения (на недокрученном тройном сальхове), также пара решила отказаться от четверной подкрутки. Тем не менее, китайцы набрали 136,92 балла и опередили в сумме канадцев на 0,06 баллов, в пятый раз в карьере завоевав золотую медаль чемпионата.
|                                                                                 |  |
| Суй и Хань на чемпионате мира в Японии завоевали второе золото в карьере (2019) |  |

В марте на чемпионате мира в Сайтаме китайцы установили мировой рекорд в короткой программе, но выступающие следом россияне Евгения Тарасова и Владимир Морозов улучшили этот результат и захватили лидерство. По итогам короткой программы Суй и Хань расположились на втором месте. В произвольной программе Суй и Хань не допустили ошибок, и несмотря на отсутствие четверной подкрутки в прокате, сумели установить новый мировой рекорд 155,60 балла. Сумма баллов также стала новым мировым рекордом.

### Сезон 2019/2020
Вэньцзин Суй и Хань Цун получили право выступить на двух азиатских этапах Гран-при. Первым стартом серии для них стал домашний этап, где за короткую программу они получили 80,90 балла. Этот результат стал для китайской пары новым личным рекордом по новой шкала качества исполнения (англ. Grade of Execution, GOE) ±5. В произвольной программе была допущена единственная ошибка на сальхове: партнёр вместо тройного прыжка исполнил двойной. По мнению Хань Цуна, ошибка была связана с недостаточным восстановлением после травмы, полученной летом. Фигуристы завершили соревнования на первом месте, набрав за две программы 228,37 балла. На следующем этапе, в Японии, китайцы установили новый мировой рекорд в короткой программе (81,27 балла). Несмотря на падение Суй Вэньцзин на параллельном прыжке, китайцы выиграли золото и, таким образом, квалифицировались в Финал Гран-при. Фигуристы получили за произвольную программу 145,69 балла и завершили турнир с суммой 226,96.
В Финале Гран-при, который проходил в Турине на олимпийском катке «Палавела», Суй и Хань выиграли короткую программу с оценкой 77,50 балла, несмотря на то, что партнёрша коснулась рукой льда при исполнении выброса. В произвольной программе фигуристы допустили ошибки на прыжках и потеряли уровни на поддержках, но, несмотря на это, китайцы заняли второе место в программе с результатом 134,19 балла, а благодаря запасу после первого дня соревнований, впервые в карьере, с четвёртой попытки, выиграли Финал Гран-при с суммой 211,69.

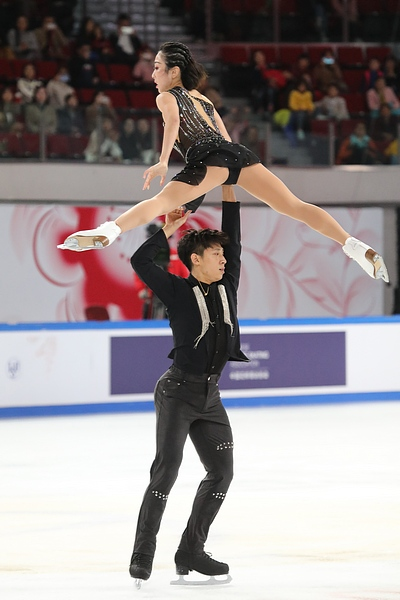
Суй и Хань исполняют новую короткую программу на домашнем этапе Гран-при (2019)

В новом году Суй и Хань выступили на чемпионате четырёх континентов в Сеуле. В короткой программе была допущена ошибка при выбросе: вместо тройного флипа был исполнен двойной. По мнению Суй Вэньцзин, ошибка случилась из-за того, что не были учтены особенности костюма. Пара заняла третье место с результатом 73,17. В произвольной программе Суй и Хань стали первыми с оценкой 144,34, допустив ошибку только на параллельном тройном сальхове (партнёрша прыгнула двойной). Остальные элементы, в том числе тройная подкрутка четвёртого уровня, тройные выбросы сальхов и флип, поддержки и вращения четвёртого уровня, получили надбавки от судей.
Из-за начавшейся в марте 2020 года пандемии COVID-19, чемпионат мира в Монреале был отменён.

### Сезон 2020/2021
Из-за продолжающейся пандемии, сезон претерпел изменения. На этапах Гран-при выступали преимущественно проживающие на территории страны фигуристы, и, таким образом, Суй и Хань имели возможность выступить только на Cup of China с чисто китайским представительством. Однако из-за травмы тазобедренного сустава у партнёра, пара пропустила это соревнование. Спортсмены были вынуждены проводить тренировки и ставить программы по видеосвязи, с использованием программы «Zoom».
К чемпионату мира в Стокгольме Суй Вэньцзин и Хань Цун  подошли в ранге действующих чемпионов, однако из-за отсутствия выступлений по ходу сезона Суй и Хань рассматривались в качестве «тёмных лошадок». В короткой программе под композицию «Blues for Klook» Эдди Луиса китайцы не сумели избежать ошибок: на параллельном тройном тулупе партнёрша допустила степ-аут. Остальные элементы: тройная подкрутка, вращения и поддержки — все были оценены судьями на максимальный четвёртый уровень, что позволило Суй и Хань занять второе место с результатом 77,62, с отставанием 2,54 балла от лидеров Александры Бойковой и Дмитрия Козловского. В произвольной программе «Rain, In Your Black Eyes», которую фигуристы оставили с прошлых сезонов, китайская пара не избежала ошибки на параллельных прыжках: Суй недокрутила тулуп в каскаде и сальхов, а Хань на сальхове приземлился на две ноги. Тем не менее, исполнив на четвёртый уровень поддержки и вращения, а также получив лучшую оценку за компоненты среди всех спортсменов, китайцы набрали 148,09, однако этого не хватило до результата россиян Анастасии Мишиной и Александра Галлямова. Таким образом, китайская пара завоевала третье в карьере серебро чемпионата мира с суммой 225,71 балла.

### Сезон 2021/2022
На олимпийский сезон Суй Вэньцзин и Хань Цун представили новые программы. Для короткой был выбран саундтрек из фильма «Миссия невыполнима 2» композитора Ханса Циммера. Суй Вэньцзин сказала, что пара любит стиль фламенко, и уже четыре года использует его в постановках. Хань подчеркнул, что постановку выбирали совместно с хореографом Лори Никол. По его словам, в программе его партнёрша имеет возможность раскрыться, продемонстрировав лучшие качества — силу, красоту и сексуальность. Произвольная программа китайских фигуристов поставлена под песню «Bridge Over Troubled Water» двух исполнителей — Линды Эдер и Джона Ледженда. Пара уже использовала эту композицию в сезоне 2016/2017 (тогда только в исполнении Ледженда), но из-за травмы они успели выступить лишь дважды — на победных чемпионате четырёх континентов и мировом первенстве. Рассказывая о работе над постановкой, Суй Вэньцзин выразила надежду, что программа «станет мостом к воссоединению в наше время» (it can be a bridge for everyone to connect in these times), а партнёр сообщил, что музыку изменили, добавив женский вокал, чтобы, как и в 2017 году, показать историю пути спортсменов к успеху: «Тогда я ждал, когда Суй восстановится, и был чем-то наподобие моста, помогая и поддерживая её. В прошлом году я сам был вынужден восстанавливаться, и на этот раз мостом стала Суй, которая ждала меня <…>». Хореограф Лори Никол, несмотря на старую музыкальную композицию, переделала многие связующие элементы программы, фактически создав новую постановку.
Первым стартом для китайской пары стал турнир серии «Челленджер» Asian Open, который стал тестовым соревнованием перед Олимпиадой. Суй и Хань в короткой программе не допустили ошибок, за исключением потери уровней на тодесе и дорожке шагов, и получили за прокат 79,27 балла, став первыми. В произвольной программе помарки были допущены на параллельном тройном сальхове и выбросе тройном флипе, за которые судьи сбавили баллы. За исключением поддержки в конце программы, все остальные элементы были оценены на высший четвёртый уровень. Китайская пара стала первой с результатом 144,21 балла в произвольной программе и 223,48 в сумме.
Суй и Хань приняли участие на двух этапах Гран-при. На Skate Canada китайские фигуристы завоевали золото. В короткой программе они вновь не допустили ошибок и получили 78,94 балла, но тодес и дорожка шагов, как и на предыдущем турнире, были оценены на второй и третий уровни, соответственно. В произвольной программе вновь все непрыжковые элементы, кроме последней поддержки, были оценены на максимальный уровень, но на параллельном тройном сальхове партнёрша упала. Тем не менее, китайцы получили 145,11 балла и выиграли с суммой 224,05, опередив Дарью Павлюченко и Дениса Ходыкина из России на 30,97 балла. Китайский этап Гран-при был перенесён в Италию, где Суй и Хань также приняли участие. Они завоевали золотую медаль, улучшив личный результат на половину балла и, таким образом, попали в Финал Гран-при. Хотя в произвольной программе не было падений, за исключением помарки на выезде с прыжка, во второй половине присутствовали ошибки на элементах, которые стоили потери уровня на поддержке и вращении. Суй, комментируя прокат, признала, что проблемы есть и нужно продолжать работать, чтобы исполнять программу лучше. Из-за распространения Омикрон-штамма SARS-CoV-2, был отменён Финал Гран-при.
Суй Вэньцзин и Хань Цун вошли в сборную Китая на вторые для себя Олимпийские игры. Соревнования проходили в родной для них стране. Суй и Хань приняли участие в короткой программе командных соревнований, где установили новый мировой рекорд. За исполнение программы они получили 82,83 балла, опередив на 0,19 балла чемпионов мира Анастасию Мишину и Александра Галлямова. Все элементы китайцев были оценены судьями на четвёртый уровень, за параллельный тройной тулуп и выброс тройной флип фигуристы получили высокие надбавки. В произвольной программе командного турнира их заменили Пэн Чэн и Цзинь Ян, и в результате сборная Китая стала пятой.
Соревнования в парном катании завершали олимпийскую программу фигурного катания. 18 февраля состоялась короткая программа, в которой Суй и Хань выступали вторыми в последней группе участников. Фигуристы вновь безошибочно исполнили программу под музыку Ханса Циммера, получив за вращение, поддержку и тодес четвёртые уровни. Их оценка 84,41 стала новым мировым рекордом, но преимущество над вторым местом составило лишь 0,16 балла. В произвольной программе, которая состоялась на следующий день, россияне Евгения Тарасова и Владимир Морозов набрали 155 баллов и занимали промежуточное первое место, таким образом, Суй и Хань, исполнявшие программу последними, не имели права на серьёзную ошибку. В начале программы китайцы исполнили четверную подкрутку, которую судьи оценили на третий уровень и более 10 баллов, затем чисто исполнили каскад из тройного и двух двойных тулупов. Тодес, вращения, поддержки и все остальные непрыжковые элементы были оценены судьями на четвёртый уровень, за них, а также за тройные выбросы флип и сальхов, китайцы получили крупные надбавки. Единственная ошибка была допущена на недокрученном параллельном тройном сальхове после ошибки партнёрши, однако даже это не помешало китайцам победить в оценке за технику. За произвольную программу Суй и Хань получили 155,47 и стали олимпийскими чемпионами, их преимущество над вторым местом составило 0,63 балла. Суй Вэньцзин и Хань Цун на пресс-конференции после победы сказали, что их мечта наконец исполнилась и они по-настоящему счастливы. Они стали второй китайской пары после Шэнь Сюэ и Чжао Хунбо, кто выиграл Олимпийские игры.
Фигуристы не были заявлены на серию Гран-при следующего сезона, при этом они не делали никаких официальных заявлений о продолжении карьеры. В сентябре 2022 года Хань был включён в состав технического комитета ИСУ.

## Стиль катания
По мнению хореографа Лори Никол, которая работает с китайской парой, на юниорском уровне инициативу в дуэте брала на себя Суй Вэньцзин. По словам Суй, сначала для неё главной целью и смыслом выступлений был результат, но после того, как пара завоевала золото чемпионата мира, Суй увидела в катании «способ общения со зрителями, и хотела быть способной поднять зрителей с мест своим выступлением». Хань, вспоминая про период жизни, когда он ожидал восстановление партнёрши после травмы в 2017 году, говорил о том, что понимал свои недостатки в катании. Для улучшения навыков он использовал индивидуальный план тренировок и выступал в шоу. Лори Никол отметила, что Хань Цун сначала уделял особое внимание безопасности партнёрши во время прокатов, но со временем, набравшись опыта, стал более раскрепощённым. В результате партнёр сумел сильно прибавить в артистизме и интерпретации программ.
Суй и Хань совмещают в своих выступлениях сложный технический контент и артистическое исполнение программ.

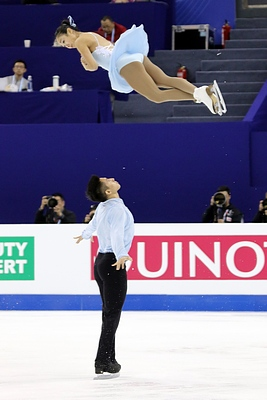
Суй и Хань исполняют четверную подкрутку на чемпионате мира в Шанхае

Соревнуясь на юниорском уровне, пара уже выполняла сложные технические элементы, в том числе, четверной выброс и четверную подкрутку. С течением времени паре становилось сложнее исполнять элементы повышенной трудности, что объясняется последствием многочисленных травм как у партнёрши, так и у партнёра. На вопрос журналистов о чистом исполнении четверной подкрутки в произвольной программе на Олимпийских играх 2022 года, Суй сказала, что «с тех [юношеских] пор мы повзрослели, перенесли различные травмы, и делать четверную подкрутку в этом возрасте с учетом изменений в нашей антропометрии стало сложнее». Суй и Хань также владеют сложным тодесом вперёд-наружу. Несмотря на уникальные элементы, пара часто теряла уровни на дорожках шагов и вращениях, а также имела проблемы при исполнении параллельных прыжков, что позволяло соперникам бороться с китайцами.
Специалисты отмечают, что пара особо выделяется постановкой программ, над которыми они работают в сотрудничестве с канадским хореографом Лори Никол. Программы сделаны таким образом, чтобы музыкой и энергетикой исполнения вызывать у зрителя непрерывное нарастание эмоций, при этом подчеркнув своё мастерство владения коньком — высокую скорость и раскрепощённость в катании. При работе с Никол китайская пара выбирала разные стили для своих программ, так, это могли быть испанский фламенко, блюз или баллада Леонарда Коэна. В постановках внимание уделялось на особенности пары, их взаимоотношение и «совместную интуицию», при этом учитывались антропометрические данные, которые накладывают ограничения на некоторые известные приёмы в парном катании. По словам трёхкратной олимпийской чемпионки в парном катании Ирины Родниной, китайцы сумели «разрушить представления» о низкорослых фигуристах-парниках, которые, как правило, не добиваются успехов.

Свободное от соревнований время, когда из-за травмы Суй пара пропустила концовку олимпийского сезона 2017/2018, они использовали для создания идей новых постановок. Так, Суй и Хань пришли к выбору композиции «Rain, In Your Black Eyes» в качестве музыкального сопровождения для произвольной программы. Эта постановка характеризуется исполнением технических элементов в такт музыке и ускорением музыкального темпа к концу программы. После победы на чемпионате мира в 2019 году, когда Суй и Хань стали двукратными победителями мировых чемпионатов, российский тренер Татьяна Тарасова так охарактеризовала катание пары:
Потрясающе катались! Они катаются так, что не дают дышать. И от этого соревнования поднимаются на невероятный уровень. Они настоящие гении своего дела.Татьяна Тарасова

## Программы

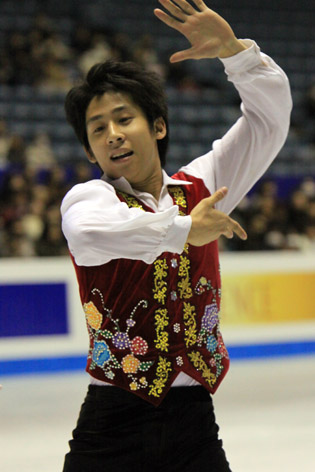
Хань Цун во время исполнения короткой программы в финале юниорского Гран-при (2009)

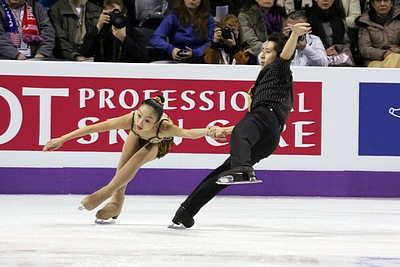
Суй и Хань приступают к исполнению тодеса в произвольной программе «Чикаго» на чемпионате мира в канадском Лондоне (2013)

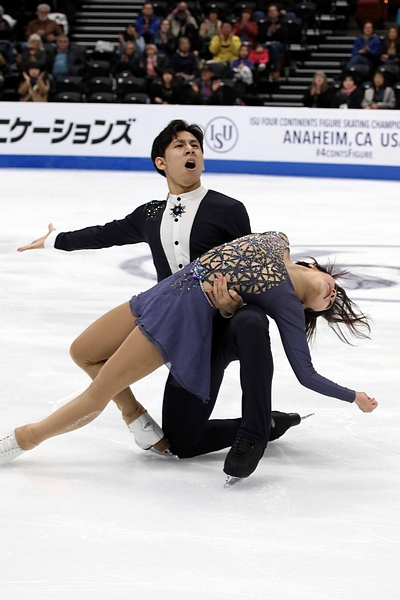
Фигуристы исполняют программу «No One Like You» на чемпионате четырёх континентов 2019 года

| Сезон     | Короткая программа                                                                    | Произвольная программа | Показательные выступления                                                  |
| --------- | ------------------------------------------------------------------------------------- | --- | -------------------------------------------------------------------------- |
| 2009/2010 | - «Барыня» Русская народная музыка хореография: Чжан Вэй                              | - «Огни большого города» Чарли Чаплин хореография: Чжан Вэй | - «Caruso» Лучо Далла в исполнении Джозеф Каллея                           |
| 2010/2011 | - «Country Dance» Джош Тёрнер хореография: Чжан Вэй                                   | - «Огни большого города» Чарли Чаплин хореография: Чжан Вэй | - «Puppetry» хореография: Чжан Вэй                                         |
| 2011/2012 | - «Country Dance» Джош Тёрнер хореография: Чжан Вэй                                   | - «The Soul of Flamenco» Майкл Лок хореография: Марина Зуева | - «Love Story of a Terracotta Warrior» хореография: Чжан Вэй               |
| 2012/2013 | - «Historia de un Amor» в исполнении Ричарда Клайдермана хореография: Марина Зуева    | - «Чикаго» Джон Кандер и Фред Эбб хореография: Марина Зуева | - «Painted on My Heart» хореография: Чжан Вэй                              |
| 2013/2014 | - «Дорога» Нино Рота хореография: Марина Зуева                                        | - «Калинка» Иван Ларионов хореография: Марина Зуева | - «Painted on My Heart» хореография: Чжан Вэй                              |
| 2014/2015 | - «Stray Cat Strut» Брайан Сетцер хореография: Дэвид Уилсон                           | - «Франческа да Римини» Пётр Ильич Чайковский хореография: Дэвид Уилсон                                                                                            | - «Plants vs Zombies» хореография: Чжэн Сюнь                               |
| 2015/2016 | - «Spanish Romance» в аранжировке Криса Хейзелла хореография: Лори Николь             | - «Mon coeur s’ouvre à ta voix» (из оперы «Самсон и Далила») Камиль Сен-Санс хореография: Лори Николь                                                              | - «Champaigne» Андреа Бочелли                                              |
| 2016/2017 | - «Blues for Klook» Эдди Луис хореография: Лори Николь                                | - «Bridge Over Troubled Water» Simon and Garfunkel хореография: Лори Николь                                                                                        | - «Champaigne» Андреа Бочелли                                              |
| 2017/2018 | - «Hallelujah» в исполнении k.d. lang хореография: Лори Николь                        | - «Violin Fantasy on Puccini's Turandot» Ванесса Мэй - «Nessun dorma» (из оперы «Турандот») Джакомо Пуччини в исполнении Лучано Паваротти хореография: Лори Николь | - «Run» Snow Patrol в исполнении Леона Льюис                               |
| 2018/2019 | - «No One Like You» Red Electrick и Джозеф Каллея хореография: Лори Николь            | - «Rain, In Your Black Eyes» Эцио Боссо хореография: Лори Николь                                                                                                   | - «Swift Sword» (саундтрек из «Герой») Тань Дунь                           |
| 2019/2020 | - «Blues Deluxe» Джо Бонамасса хореография: Лори Николь                               | - «Rain, In Your Black Eyes» Эцио Боссо хореография: Лори Николь                                                                                                   | - «Champaigne» Андреа Бочелли - «Run» Snow Patrol в исполнении Леона Льюис |
| 2020/2021 | - «Blues for Klook» Эдди Луис хореография: Лори Николь                                | - «Rain, In Your Black Eyes» Эцио Боссо хореография: Лори Николь                                                                                                   |                                                                            |
| 2021/2022 | - «Миссия невыполнима 2 Orchestra Suite: Part 1» Ханс Циммер хореография: Лори Николь | - «Bridge Over Troubled Water» Пол Саймон в исполнении Линда Эдер; Джон Ледженд хореография: Лори Николь                                                           | - «Run» в исполнении Леона Льюис                                           |

## Спортивные достижения
(с Суй Вэньцзин)
| Соревнования                         | 08/09         | 09/10         | 10/11         | 11/12         | 12/13         | 13/14         | 14/15         | 15/16         | 16/17         | 17/18         | 18/19         | 19/20         | 20/21         | 21/22         |
| Международные                        | Международные | Международные | Международные | Международные | Международные | Международные | Международные | Международные | Международные | Международные | Международные | Международные | Международные | Международные |
| ------------------------------------ | ------------- | ------------- | ------------- | ------------- | ------------- | ------------- | ------------- | ------------- | ------------- | ------------- | ------------- | ------------- | ------------- | ------------- |
| Зимние Олимпийские игры              |               |               |               |               |               |               |               |               |               | 2             |               |               |               | 1             |
| Чемпионаты мира                      |               |               |               | 9             | 12            | 6             | 2             | 2             | 1             | WD            | 1             | С             | 2             |               |
| Чемпионаты четырёх континентов       |               |               |               | 1             |               | 1             | 4             | 1             | 1             | WD            | 1             | 1             |               |               |
| Финалы Гран-при                      |               |               | 3             |               |               |               | 3             | WD            |               | 2             |               | 1             |               | C             |
| Этапы Гран-при: Trophée Eric Bompard |               |               |               |               |               |               | 2             |               |               |               |               |               |               |               |
| Этапы Гран-при: Cup of China         |               |               | 2             | 5             | WD            |               |               | 2             | WD            | 1             |               | 1             | WD            |               |
| Этапы Гран-при: NHK Trophy           |               |               |               |               | WD            | 3             |               |               |               | 1             | WD            | 1             |               |               |
| Этапы Гран-при: Skate America        |               |               | 3             |               |               |               |               | 1             | WD            |               |               |               |               |               |
| Этапы Гран-при: Skate Canada         |               |               |               | 2             |               | 2             | 2             |               |               |               |               |               |               | 1             |
| Этапы Гран-при: Италия               |               |               |               |               |               |               |               |               |               |               |               |               |               | 1             |
| Зимние Азиатские игры                |               |               | 2             |               |               |               |               |               |               |               |               |               |               |               |
| Asian Open                           |               |               |               |               |               |               |               |               |               |               |               |               |               | 1             |
| Международные командные              |               |               |               |               |               |               |               |               |               |               |               |               |               |               |
| Зимние Олимпийские игры              |               |               |               |               |               |               |               |               |               |               |               |               |               | 5             |
| Командные чемпионаты мира            |               |               |               |               |               |               | 5             |               |               |               |               |               |               |               |
| Международные среди юниоров          |               |               |               |               |               |               |               |               |               |               |               |               |               |               |
| Чемпионаты мира среди юниоров        |               | 1             | 1             | 1             |               |               |               |               |               |               |               |               |               |               |
| Финалы юниорского Гран-при           |               | 1             |               | 1             |               |               |               |               |               |               |               |               |               |               |
| Этапы юниорского Гран-при: Австрия   |               |               | 2             | 1             |               |               |               |               |               |               |               |               |               |               |
| Этапы юниорского Гран-при: Беларусь  |               | 1             |               |               |               |               |               |               |               |               |               |               |               |               |
| Этапы юниорского Гран-при: Германия  |               | 1             | 1             |               |               |               |               |               |               |               |               |               |               |               |
| Этапы юниорского Гран-при: Латвия    |               |               |               | 1             |               |               |               |               |               |               |               |               |               |               |
| Национальные                         |               |               |               |               |               |               |               |               |               |               |               |               |               |               |
| Чемпионаты Китая                     | 4             | 1             | 1             | 2             |               | 2             |               |               |               |               | WD            |               |               |               |
| Китайские национальные игры          | 5             |               |               | 3             |               |               |               | 1             |               |               |               |               |               |               |

### Подробные результаты
Малые медали за короткую и произвольную программы вручаются только на чемпионатах под эгидой ИСУ.
| Сезон 2008/2009              |                                          |          |           |                |                         |
| Дата                         | Соревнование                             | SP       | FS        | Σ              | Источники               |
| 7–10 января 2009             | Чемпионат Китая 2009                     | 3 47,42  | 4 84,91   | 4 132,33       | [ 193 ] [ 194 ]         |
| Сезон 2009/2010              |                                          |          |           |                |                         |
| Дата                         | Соревнование                             | SP       | FS        | Σ              | Источники               |
| 3–5 сентября 2009            | Чемпионат Китая 2010                     | 5        | 1         | 1 142,67       | [ 195 ] [ 196 ]         |
| 23–26 сентября 2009          | Этап юниорского Гран-при в Беларуси 2009 | 1 50,67  | 1 101,88  | 1 152,55       | [ 197 ] [ 198 ] [ 199 ] |
| 30 сентября – 4 октября 2009 | Этап юниорского Гран-при в Германии 2009 | 1 57,40  | 1 107,44  | 1 164,84       | [ 200 ] [ 201 ] [ 202 ] |
| 2–6 декабря 2009             | Юниорский финал Гран-при 2009            | 1 56,80  | 1 103,65  | 1 160,45       | [ 203 ] [ 204 ] [ 205 ] |
| 9–13 марта 2010              | Чемпионат мира среди юниоров 2010        | 1 60,94  | 1 109,77  | 1 170,71       | [ 206 ] [ 207 ] [ 208 ] |
| Сезон 2010/2011              |                                          |          |           |                |                         |
| Дата                         | Соревнование                             | SP       | FS        | Σ              | Источники               |
| 15–18 сентября 2010          | Этап юниорского Гран-при в Австрии 2010  | 2 51,87  | 2 93,80   | 2 145,67       | [ 209 ]                 |
| 6–10 октября 2010            | Этап юниорского Гран-при в Германии 2010 | 2 55,32  | 1 111,81  | 1 167,13       | [ 210 ]                 |
| 4–7 ноября 2010              | Cup of China 2010                        | 2 59,58  | 2 111,89  | 2 171,47       | [ 211 ]                 |
| 11–14 ноября 2010            | Skate America 2010                       | 4 57,53  | 3 112,53  | 3 170,07       | [ 212 ]                 |
| 8–12 декабря 2010            | Финал Гран-при 2010/2011                 | 4 61,49  | 3 117,55  | 3 179,04       | [ 213 ]                 |
| 23–24 декабря 2010           | Чемпионат Китая 2011                     | 1 62,25  | 1 123,00  | 1 185,25       | [ 214 ]                 |
| 3–5 февраля 2011             | Зимние Азиатские игры 2011               | 2 59,22  | 2 118,32  | 2 177,54       | [ 215 ]                 |
| 28 февраля – 6 марта 2011    | Чемпионат мира среди юниоров 2011        | 1 59,16  | 1 107,85  | 1 167,01       | [ 216 ] [ 217 ] [ 218 ] |
| Сезон 2011/2012              |                                          |          |           |                |                         |
| Дата                         | Соревнование                             | SP       | FS        | Σ              | Источники               |
| 31 августа – 3 сентября 2011 | Этап юниорского Гран-при в Латвии 2011   | 1 54,22  | 1 97,86   | 1 152,08       | [ 219 ]                 |
| 20–23 сентября 2011          | Чемпионат Китая 2012                     | 2 58,84  | 2 118,72  | 2 177,56       | [ 220 ]                 |
| 28 сентября – 1 октября 2011 | Этап юниорского Гран-при в Австрии 2011  | 3 48,60  | 1 118,54  | 1 167,14       | [ 221 ]                 |
| 27–30 октября 2011           | Skate Canada 2011                        | 4 59,23  | 2 121,59  | 2 180,82       | [ 222 ]                 |
| 17–20 ноября 2011            | Cup of China 2011                        | 4 60,00  | 5 109,47  | 5 169,47       | [ 223 ]                 |
| 8–11 декабря 2011            | Финал Гран-при 2011/2012                 | 1 57,43  | 1 103,00  | 1 160,43       | [ 224 ]                 |
| 7–12 февраля 2012            | Чемпионат четырёх континентов 2012       | 1 66,75  | 1 135,08  | 1 201,83       | [ 225 ]                 |
| 27 февраля – 4 марта 2012    | Чемпионат мира среди юниоров 2012        | 1 59,29  | 1 116,40  | 1 175,69       | [ 226 ]                 |
| 26 марта – 1 апреля 2012     | Чемпионат мира 2012                      | 6 63,27  | 9 116,17  | 9 179,44       | [ 227 ]                 |
| Сезон 2012/2013              |                                          |          |           |                |                         |
| Дата                         | Соревнование                             | SP       | FS        | Σ              | Источники               |
| 13–15 марта 2013             | Чемпионат мира 2013                      | 11 57,65 | 13 108,24 | 12 165,89      | [ 228 ]                 |
| Сезон 2013/2014              |                                          |          |           |                |                         |
| Дата                         | Соревнование                             | SP       | FS        | Σ              | Источники               |
| 24–27 октября 2013           | Skate Canada 2013                        | 3 69,02  | 1 124,75  | 2 193,77       | [ 229 ]                 |
| 8–10 ноября 2013             | NHK Trophy 2013                          | 2 70,13  | 5 101,19  | 3 171,32       | [ 230 ]                 |
| 28–29 декабря 2013           | Чемпионат Китая 2014                     | 2 69,67  | 3 117,56  | 2 187,23       | [ 231 ] [ 232 ] [ 233 ] |
| 20–26 января 2014            | Чемпионат четырёх континентов 2014       | 1 75,26  | 1 137,14  | 1 212,40       | [ 234 ]                 |
| 24–30 марта 2014             | Чемпионат мира 2014                      | 4 72,24  | 9 119,86  | 6 192,10       | [ 235 ]                 |
| Сезон 2014/2015              |                                          |          |           |                |                         |
| Дата                         | Соревнование                             | SP       | FS        | Σ              | Источники               |
| 31 октября – 2 ноября 2014   | Skate Canada 2014                        | 2 65,22  | 2 119,42  | 2 184,64       | [ 236 ]                 |
| 21–23 ноября 2014            | Trophée Éric Bompard 2014                | 2 67,27  | 2 133,41  | 2 200,68       | [ 237 ]                 |
| 11–14 декабря 2014           | Финал Гран-при 2014/2015                 | 3 66,66  | 5 127,65  | 3 194,31       | [ 238 ]                 |
| 9–15 февраля 2015            | Чемпионат четырёх континентов 2015       | 3 69,19  | 4 129,69  | 4 198,88       | [ 239 ]                 |
| 23–29 марта 2015             | Чемпионат мира 2015                      | 3 71,63  | 2 142,49  | 2 214,12       | [ 240 ]                 |
| 16–19 апреля 2015            | Командный чемпионат мира 2015            | 1 71,20  | 2 139,73  | 5T / 1P 210,93 | [ 241 ]                 |
| Сезон 2015/2016              |                                          |          |           |                |                         |
| Дата                         | Соревнование                             | SP       | FS        | Σ              | Источники               |
| 23–25 октября 2015           | Skate America 2015                       | 2 68,28  | 1 133,72  | 1 202,00       | [ 242 ]                 |
| 5–8 ноября 2015              | Cup of China 2015                        | 1 74,40  | 2 141,22  | 2 215,62       | [ 243 ]                 |
| 16–21 февраля 2016           | Чемпионат четырёх континентов 2016       | 1 78,51  | 1 143,40  | 1 221,91       | [ 244 ]                 |
| 28 марта – 3 апреля 2016     | Чемпионат мира 2016                      | 1 80,85  | 2 143,62  | 2 224,47       | [ 245 ]                 |
| Сезон 2016/2017              |                                          |          |           |                |                         |
| Дата                         | Соревнование                             | SP       | FS        | Σ              | Источники               |
| 15–19 февраля 2017           | Чемпионат четырёх континентов 2017       | 1 80,75  | 1 144,28  | 1 225,03       | [ 246 ]                 |
| 29 марта – 1 апреля 2017     | Чемпионат мира 2017                      | 1 81,23  | 1 150,83  | 1 232,06       | [ 247 ]                 |
| Сезон 2017/2018              |                                          |          |           |                |                         |
| Дата                         | Соревнование                             | SP       | FS        | Σ              | Источники               |
| 3–5 ноября 2017              | Cup of China 2017                        | 1 80,14  | 1 150,93  | 1 231,07       | [ 248 ]                 |
| 10–12 ноября 2017            | NHK Trophy 2017                          | 1 79,43  | 1 155,10  | 1 234,53       | [ 249 ]                 |
| 7–10 декабря 2017            | Финал Гран-при 2017/2018                 | 3 75,82  | 2 155,07  | 2 230,89       | [ 250 ]                 |
| 9–25 февраля 2018            | Зимние Олимпийские игры 2018             | 1 82,39  | 3 153,08  | 2 235,47       | [ 251 ]                 |
| Сезон 2018/2019              |                                          |          |           |                |                         |
| Дата                         | Соревнование                             | SP       | FS        | Σ              | Источники               |
| 27–30 декабря 2018           | Чемпионат Китая 2019                     | 1 78,27  | WD        | —              | [ 252 ]                 |
| 7–10 февраля 2019            | Чемпионат четырёх континентов 2019       | 2 74,19  | 1 136,92  | 1 211,11       | [ 253 ]                 |
| 18–24 марта 2019             | Чемпионат мира 2019                      | 2 79,24  | 1 155,60  | 1 234,84       | [ 254 ]                 |
| Сезон 2019/2020              |                                          |          |           |                |                         |
| Дата                         | Соревнование                             | SP       | FS        | Σ              | Источники               |
| 8–10 ноября 2019             | Cup of China 2019                        | 1 80,90  | 1 147,47  | 1 228,37       | [ 255 ]                 |
| 22–24 ноября 2019            | NHK Trophy 2019                          | 1 81,27  | 1 145,69  | 1 226,96       | [ 256 ]                 |
| 5–8 декабря 2019             | Финал Гран-при 2019/2020                 | 1 77,50  | 2 134,19  | 1 211,69       | [ 257 ]                 |
| 4–9 февраля 2020             | Чемпионат четырёх континентов 2020       | 3 73,17  | 1 144,34  | 1 217,51       | [ 258 ]                 |
| Сезон 2020/2021              |                                          |          |           |                |                         |
| Дата                         | Соревнование                             | SP       | FS        | Σ              | Источники               |
| 22–28 марта 2021             | Чемпионат мира 2021                      | 2 77,62  | 2 148,09  | 2 225,71       | [ 259 ]                 |
| Сезон 2021/2022              |                                          |          |           |                |                         |
| Дата                         | Соревнование                             | SP       | FS        | Σ              | Источники               |
| 13–17 октября 2021           | Asian Open Trophy 2021                   | 1 79,27  | 1 144,21  | 1 223,48       | [ 260 ] [ 261 ] [ 262 ] |
| 29–31 октября 2021           | Skate Canada 2021                        | 1 78,94  | 1 145,11  | 1 224,05       | [ 263 ]                 |
| 5–7 ноября 2021              | Gran Premio d'Italia 2021                | 1 80,07  | 1 144,48  | 1 224,55       | [ 264 ]                 |
| 4–7 февраля 2022             | Зимние Олимпийские игры 2022 (команда)   | 1 82,83  | —         | 5T 50          | [ 265 ]                 |
| 18–19 февраля 2022           | Зимние Олимпийские игры 2022             | 1 84,41  | 1 155,47  | 1 239,88       | [ 265 ]                 |

SP = короткая программа; FS = произвольная программа; Σ = итоговый результат;

↑  – результат команды, за которую выступали Суй Вэньцзин и Хань Цун;

↑  – личный результат Суй Вэньцзин и Хань Цун в командном турнире.